# Хенри (окръг, Алабама)
Вижте пояснителната страница за други значения на Хенри.
Окръг Хенри (на английски: Henry County) е окръг в щата Алабама, Съединени американски щати. Площта му е 1471 km², а населението – 17 146 души (1 април 2020). Административен център е град Ейбвил.